# Chiliadenus
Chiliadenus es un género de plantas fanerógamas perteneciente a la familia de las asteráceas. Comprende 12 especies descritas y de estas, solo 10 aceptadas.

## Taxonomía
El género fue descrito por Alexandre Henri Gabriel de Cassini y publicado en Dictionnaire des Sciences Naturelles [Second edition] 34: 34, 1825. La especie tipo es Chiliadenus camphoratus Cass., sin. de Chiliadenus glutinosus (L.) Fourr..

## Taxones aceptados
A continuación se brinda un listado de las especies y subespecies del género Chiliadenus aceptados, ordenados alfabéticamente. Para cada uno se indica el nombre binomial seguido del autor, abreviado según las convenciones y usos.
- Chiliadenus bocconei Brullo
- Chiliadenus candicans (Delile) Brullo
- Chiliadenus iphionoides (Boiss. & Blanche) Brullo
- Chiliadenus lopadusanus Brullo
- Chiliadenus rupestris (Pomel) Brullo
- Chiliadenus sericeus (Batt. & Trab.) Brullo
  - Chiliadenus sericeus (Batt. & Trab.) Brullo subsp. sericeus
  - Chiliadenus sericeus subsp. virescens (Maire) Greuter
- Chiliadenus glutinosus (L.) Fourr.
- Chiliadenus hesperius (Maire & Wilczek) Brullo
- Chiliadenus montanus (Vahl) Brullo[3][4]